# アンナ・ヴィニツカヤ
アンナ・ヴァレリエヴナ・ヴィニツカヤ（Anna Valeryevna Vinnitskaya、ドイツ語: Anna Walerjewna Winnizkaja、ロシア語: Анна Валерьевна Винницкая、1983年8月4日 - ）は、ロシア出身のピアニスト、2007年のエリザベート王妃国際音楽コンクール・ピアノ部門優勝者。

## 経歴
1983年、ノヴォロシースクの音楽家の家庭に生まれた。6歳から音楽を学びはじめ、9歳で最初のソロ・コンサートを開いた。12歳のとき、モスクワで開かれた子供のための音楽コンクールで優勝した。
1995年、ヴィニツカヤは家族とともにロストフ・ナ・ドヌに移り住み、彼女はラフマニノフ記念国立ロストフ音楽院に入学し、セルゲイ・イヴァノヴィッチ・オシペンコに師事した。師であるオシペンコは、教え子を偉大な音楽家に育てようと大変な労力をかけて音の響きについて彼女を指導したといい、彼女が育ったことで師は生涯満足するに違いない、とヴィニツカヤ自身がインタビューで語っている。外国人の教授は、オシペンコほど学生に思いやりを持っていない、とも彼女は述べている。オシペンコは常々、音楽はインスピレーションを与えるものでなければならないのだから、音楽家の役割は聴衆に何かを伝えることであり、音と音の間を滑らかに行き来する技を見せることではない、と言っていたという。
1999年から2000年にかけて、イタリアでいくつかの国際音楽コンクールに参加して入賞したヴィニツカヤは、さらに技量を磨くためハンブルク音楽演劇大学でラルフ・ナットケンパー (Ralf Nattkemper) に師事し、次いでエフゲニヤ・コロレワ (Евгения Королева) に師事した。
2007年のエリザベート王妃国際音楽コンクール・ピアノ部門で優勝したヴィニツカヤは、世界的な名声を得て、同世代のピアニストたちの中で最も輝くひとりとなった。さらに、2008年のシュレースヴィヒ＝ホルシュタイン音楽祭では、レナード・バーンスタイン賞を受賞し、評価を確立した。2008年9月にワシントンD.C.のジョン・F・ケネディ・センターのテラス・シアターで、北アメリカでのデビューを飾った際、『ワシントン・ポスト』紙は、「ヴィニツカヤは鍵盤に向かう雌獅子だ (Vinnitskaya is a true lioness at the keyboard)」と評した。2009年、彼女はハンブルク音楽演劇大学の教授職に招聘され、教職に就いた。
アンナ・ヴィニツカヤのデビュー・アルバムは、2009年にフランスのレコードレーベルであるナイーブからリリースされ、セルゲイ・ラフマニノフ、ソフィア・グバイドゥーリナ、ニコライ・メトネル、セルゲイ・プロコフィエフの作曲作品が収録された。このCDは、フランスの音楽雑誌『ディアパゾン (Diapason)』において最高評価である「ディアパゾン・ドール」とされ、『クラシカ (Classica)』の「今月のショック (Choc du Mois)」に選ばれた。
また彼女は、ドイツの雑誌『ピアノニュース (Pianonews)』で今月のベスト・アルバムに選ばれ、その後、Modern Classical Awards にノミネートされた。
ヴィニツカヤは、ヨーロッパ、アジア、アメリカで精力的にコンサートを開き、イスラエル・フィルハーモニー管弦楽団、ミュンヘン・フィルハーモニー管弦楽団、ロシア・ナショナル管弦楽団、ベルリン・コンツェルトハウス管弦楽団などの有名なオーケストラと共演した。彼女の演奏は、巧みなフレージングと、磨かれた技術、発達した様式感覚において、特に優れたものである。
2005年以来ロシアにおいて開催されているクレッシェンド音楽祭には、2011年の第7回に初めて参加した。

## 受賞
- 1996年 - 第3回国際モスクワ・ピアノ国際コンクール、ユース部門1位[12]。
- 1996年 - «Лауреат Второй АРТИАДЫ России»（ロシア第2級芸術家）の名誉称号。
- 1999年 - イタリア、エットレ・ ポッツォーリ国際ピアノ・コンクール（イタリア語版） ディプロマ入選、特別賞。最年少参加賞。
- 2000年 - イタリア、モンツァ、リナ・サラ・ガロ国際ピアノ・コンクール (Concorso Internazionale Pianistico Rina Sala Gallo)、3位[12]。
- 2002年 - スペイン、プレミオ・ホアン・デ・ピアノ国際ピアノ・コンクール (Jaèn Competition)、優勝、聴衆賞。スペイン音楽の最優秀演奏賞[12]。
- 2004年 - イタリア、マウロ・パオロ・モノポリー国際ピアノ・コンクール (International Piano Competition Mauro Paolo Monopoli Prize)、優勝、聴衆賞[12]、«Musica Est»特別賞。
- 2004年 - ドイツ、ハンブルク、エリーゼ＝マイヤー・コンクール、優勝[12]。
- 2004年 - 台湾、 «Taiwan Award»。
- 2005年 - ドイツ、ベレンベルク銀行、文化賞[12]。
- 2005年 - イタリア、ブゾーニ国際ピアノコンクール、4位[12]、桂冠。
- 2007年 - ベルギー、エリザベート王妃国際音楽コンクール・ピアノ部門、優勝[12]。
- 2008年 - ドイツ、シュレースヴィヒ＝ホルシュタイン音楽祭、レナード・バーンスタイン賞。
- 2009年 - グバイドゥーリナ、ラフマニノフ、メトネル、プロコフィエフの作品を収録したデビュー・アルバムが、『ディアパゾン』誌「ディアパゾン・ドール」、『クラシカ』誌 「今月のショック」に選定。
- 2010年 - プロコフィエフの「ピアノ協奏曲第2番ト短調」を収録したアルバムが、エコー・クラシック賞（ドイツ語版）に選定。
- 2012年 - ラヴェルの作品を収録したアルバムが「ディアパゾン・ドール」に選定。
- 2016年 - ショスタコーヴィチのピアノ協奏曲集を収録したアルバムが、エコー・クラシック賞に選定。